# Prêmio de Matemática da Accademia dei XL
O Prêmio de Matemática da Accademia dei XL (em italiano:  Medaglia dei XL per la Matematica) é concedido via de regra anualmente pela Accademia Nazionale delle Scienze na forma de uma medalha. Existe também uma medalha correspondente para física e ciências naturais. É concedido pela Academia em nome do governo italiano e ambos estão entre os primeiros prêmios oficiais na Itália após a fundação do Reino da Itália.

## Recipientes
- 1868: Felice Casorati
- 1875: Eugenio Beltrami
- 1876: Emanuele Fergola
- 1878: Ettore Caporali
- 1879: Enrico D'Ovidio
- 1880: Riccardo De Paolis
- 1882: Alfredo Capelli
- 1883: Luigi Bianchi
- 1884: Corrado Segre
- 1887: Ernesto Cesàro
- 1888: Vito Volterra
- 1893: Guido Castelnuovo
- 1894: Carlo Somigliana
- 1895: Federigo Enriques
- 1896: Alfredo Capelli
- 1901: Gregorio Ricci-Curbastro
- 1903: Tullio Levi-Civita
- 1904: Ernesto Pascal
- 1905: Cesare Arzelà
- 1906: Francesco Severi
- 1907: Francesco Lauricella
- 1908: Guido Fubini
- 1909: Giuseppe Picciati
- 1911: Emílio Almansi
- 1912: Eugenio Elia Levi
- 1913: Max Abraham
- 1914: Ernesto Pascal
- 1915: Pasquale Calapso
- 1916: Eugenio Torelli
- 1918: Ugo Amaldi
- 1919: Giuseppe Armellini
- 1920: Antônio Signorini
- 1921: Orazio Tedone
- 1923: Leonida Tonelli
- 1924: Umberto Cisotti
- 1925: Enrico Bompiani
- 1926: Annibale Comessatti
- 1927: Giuseppe Vitali
- 1928: Carlo Rosati
- 1929: Luigi Fantappiè
- 1930: Beniamino Segre
- 1931: Francesco Paolo Cantelli
- 1932: Giulio Krall
- 1933: Vladimir Bernstein
- 1942: Giovanni Sansone
- 1956: Francesco Tricomi
- 1975: Edoardo Vesentini
- 1977: Bruno Pini
- 1979: Claudio Procesi
- 1980: Giovanni Prodi
- 1982: Carlo Cercignani
- 1985: Enrico Arbarello
- 1986: Gabriele Darbo
- 1987: Giorgio Talenti
- 1988: Alberto Tognoli
- 1989: Mario Miranda
- 1990: Corrado de Concini
- 1991: Sergio Spagnolo
- 1992: Fabrizio Catanese
- 1993: Giovanni Aquaro
- 1994: Luigi Salvadori
- 1995: Marco Biroli
- 1996: Gianni Dal Maso
- 1997: Tullio Valenti
- 1998: Giuseppe Tomassini
- 1999: Enrico Giusti
- 2000: Carlo Sbordone
- 2001: Umberto Mosco
- 2002: Maurizio Cornalba
- 2003: Stefano Bianchini
- 2004: Kieran O’Grady
- 2005: Umberto Zannier
- 2006: Graziano Gentili
- 2015: Luigi Ambrosio
- 2016: Maria Agostina Vivaldi
- 2017: Riccardo Salvati Manni
- 2018: Fabrizio Andreatta
- 2019: Giovanni Alessandrini
- 2020: Franco Flandoli[1]
- 2021: Roberto Longo[2]